# Maurice Masquère
Maurice Masquère, né le 2 juin 1915 à Mane (Haute-Garonne) et mort le 19 mars 1991 à Mane (Haute-Garonne), est un homme politique français.

## Biographie
L'école primaire de Mane prend son nom : École primaire publique Maurice Masquère.

## Détail des fonctions et des mandats
Mandats parlementaires
- 13 novembre 1974 - 2 avril 1978 : Député de la 6e circonscription de la Haute-Garonne
- 19 mars 1978 - 22 mai 1981 : Député de la 6e circonscription de la Haute-Garonne

Mandats locaux
- 1967 - 1991 : maire de Mane (Haute-Garonne)
- 1967 - 1988 : conseiller général de Haute-Garonne
- Président du SIVOM de la région de Salies-du-Salat de 1971 à 1991